# Херсонский морской кадетский корпус
Херсонский морской кадетский корпус — военно-морское учебное заведение на юге Российской империи, основанное в 1783 году в Херсоне и просуществовавшее до 1798 года. Сыграло ведущую роль в укомплектовании Черноморского флота Российской империи специалистами в конце XVIII века.

## История
Инициатива создания морского кадетского корпуса в Херсоне принадлежала наместнику Новороссийского края Григорию Потёмкина. Императрица Екатерина II по ходатайству Потёмкина 31 января 1783 года издала указ о создании Херсонского морского кадетского корпуса. Первыми учениками стали учащиеся Гимназии чужестранных единоверцев (Греческой гимназии) при «Петербуржском Артиллеристском кадетском корпусе», переведённые в Херсон из Санкт-Петербурга, а корпус перенял учебную программу этой гимназии с тем отличием, что в Херсоне отсутствовали высшие классы, поэтому, после 4 лет учёбы завершившие обучение получали штурманскую специальность и отправлялись служить на флот в звании мичманов и гардемаринов.
В начальное время остро стоял вопрос комплектования корпуса преподавательским составом и учащимися. Идти служить на флот в регионе было мало желающих по причине постоянной угрозы войны с Турцией, поэтому использовались все доступные резервы — привлекались дети военнослужащих и дворян, дети разночинцев, привлекались учащиеся из других городов, в частности, из Воронежа, Казани, Кременчуга, Симбирска. Вскоре после открытия число учащихся сократилось с 200 до 160 человек. 
В корпусе готовили мастеров кораблестроения. Учащиеся херсонского корпуса получали форму, идентичную форме кадетов петербургского Морского кадетского корпуса. 
После смерти Потёмкина в октябре 1791 года продолжение его программы развития военно-морских учебных заведений на юге Российской империи было поручено начальнику Черноморского адмиралтейского управления, вице-адмиралу Николаю Мордвинову. При его генеральном участии были разработаны штаты для обновлённого кадетского корпуса, училища корабельной архитектуры и штурманского училища, а также предложены методы повышения квалификации местного населения и офицеров путем чтения при корпусе публичных лекций, а также введения курса аграрных наук для местных поселян, однако эти планы в полной мере оказались не реализованы.
В 1795 году кадетский корпус был переведён из Херсона в Николаев, за исключением отделения штурманов и корабельных архитекторов. С 1796 года, после смерти Екатерины II, Черноморский флот утратил свой приоритет в государственных задачах, и новый император Российской империи Павел I не продолжил его развитие по планам Екатерины II. В 1798 году корпус был расформирован, а вместо него открыты штурманское училище на 271 слушателя и 13 преподавателей и корабельной архитектуры на 50 слушателей и 4 преподавателя. Первым директором Черноморских штурманского и корабельного училищ был назначен адмирал графа М. И. Войнович.

## Результаты деятельности
Херсонский морской кадетский корпус сыграл ведущую роль в укомплектовании Черноморского флота специалистами в конце XVIII века. За период своего существования он подготовил более 220 специалистов для военно-морского флота. Около 50 выпускников были удостоены одной из самых высоких государственных наград Российской империи того времени — ордена Святого Владимира IV степени. Ряд херсонских кадетов проявили себя в сражении при Калиакрии 31 июня 1791 года, среди них И. Пилипенко, А. Письменный, Г. Пухов. Ряд выпускников корпуса дослужились до адмиральских званий, в частности вице-адмиралы Е. Панаегоров и И. Сулима, контр-адмирал И. Свинкин. Выпускник корпуса, капитан II ранга А. Пасхали был командующим Керченской транспортной флотилии.